# Hirschdorf
Hirschdorf ist ein Ortsteil und zugleich Kirchdorf der kreisfreien Stadt Kempten (Allgäu). Der in der Gemarkung Sankt Lorenz liegende Ort hatte 1987 121 Einwohner. In Hirschdorf steht die unter Fürstabt Honorius Roth von Schreckenstein neu erbaute Kapelle St. Magdalena aus dem Jahr 1774 und ein Burgstall (Altusrieder Straße 33), der Sitz der Truchsessen von Hirschdorf in den Jahren 1239 bis 1451 war.
Im Erdgeschoss des Hofes sind noch Mauerteile der ehemaligen Burg erhalten; ein barocker Bildstock steht am Rande des ehemaligen Burggrabens, durch den der Kollerbach verläuft. Die Schwestern des Kemptener Franziskanerinnen-Klosters St. Anna fanden nach ihrer Vertreibung aus der Reichsstadt 1537 auch einige Zeit Zuflucht in der ehemaligen Burg Hirschdorf, die damals im Besitz des Fürststifts Kempten war.

## Geschichte

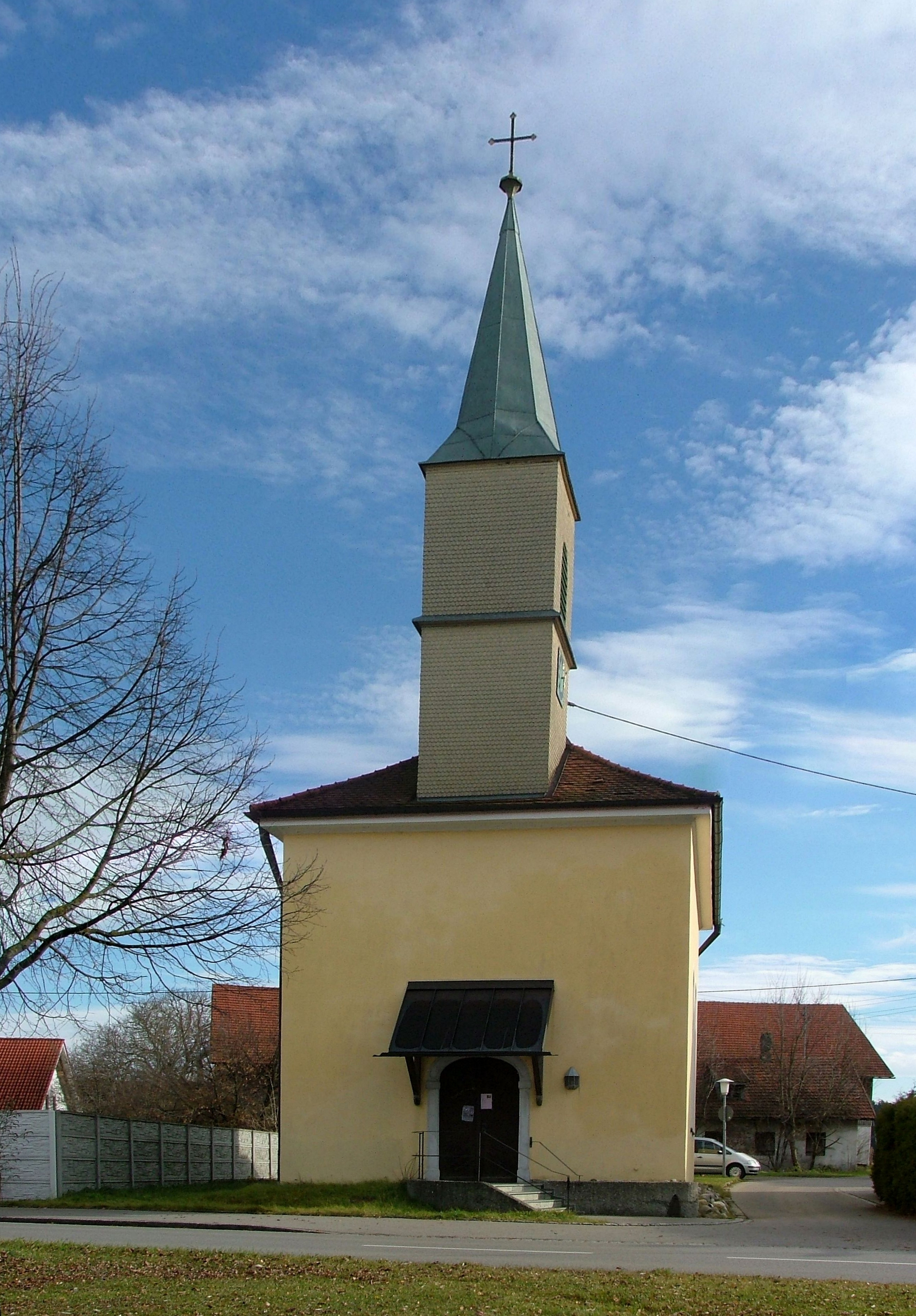
St. Magdalena in Hirschdorf

Hirschdorf leitet sich vom Eigennamen „Heriles“ ab. In alten Dokumenten findet sich der Name Hirtzdorf und Hirßdorf – eine genaue Datierung ist nicht möglich. Der Ort wird unter anderem 1239 im Leutkircher Vertrag erwähnt; hierbei handelt es sich um eine Lehensübergabe an das Kloster Rot. 30 Jahre später wird ein Mönch und Subdiakon als Abkömmling genannt. 1287 wird ein Hartmann von Hirschdorf als Domherr von Augsburg erwähnt.
Das Geschlecht Hirschdorf ging von Rauns (Waltenhofen) aus. Dieses Geschlecht stellte von 1382 bis 1405 den Abt Friedrich VI. von Hirschdorf. 1451 verstarb der Neffe des Fürstabts als letzter Nachkomme der Familie, das Erbe ging an den Kemptener Bürger Peter Seger über.
1467 erwarb der Abt Johann von Wernau die Burg und das Dorf Hirschdorf von Peter Seger.
Im Jahr 1818 wurde Hirschdorf Teil der Ruralgemeinde Sankt Lorenz. Im Juni 1957 kam es in der Nähe von Hirschdorf zum Iller-Unglück, einem Unfall, bei dem 15 Wehrpflichtige ums Leben kamen. 1972 wurde Hirschdorf als Ortsteil der Gemeinde Sankt Lorenz nach Kempten umgegliedert.